# Гергевець
Ге́ргевець (болг. Гергевец) — село в Сливенській області Болгарії. Входить до складу общини Сливен.

## Населення
За даними перепису населення 2011 року у селі проживали 814 осіб.
Національний склад населення села:
| Національність   | Кількість осіб | Відсоток |
| ---------------- | -------------- | -------- |
| болгари          | 456            | 56,5 %   |
| цигани           | 334            | 41,4 %   |
| турки            | 17             | 2,1 %    |
| інша             | 0              | 0 %      |
| не визначились   | 0              | 0 %      |
| Всього відповіли | 807            |          |

Розподіл населення за віком у 2011 році:
Динаміка населення: